# Santi patroni cattolici dei comuni della Basilicata
Lista di santi patroni cattolici dei comuni della Basilicata:

## Provincia di Potenza
- Abriola: San Valentino (14 febbraio)
- Acerenza: San Canio (25 maggio), San Laverio (17 novembre) e San Mariano (30 aprile)
- Albano di Lucania: San Vito di Lucania (15 giugno)
- Anzi: San Donato (7 agosto)
- Armento: Madonna della Stella (seconda domenica di maggio)
- Atella: Santa Maria ad Nives (primo lunedì di agosto)
- Avigliano: San Vito (15 giugno)
- Balvano: Sant'Antonio di Padova (13 giugno)
- Banzi: San Vito (15 giugno)
- Baragiano: San Rocco (16 agosto)
- Barile: Nostra Signora di Costantinopoli (martedì dopo Pentecoste)
- Bella: San Giuseppe (19 marzo)
- Brienza: San Cataldo vescovo (10 maggio)
- Brindisi Montagna: San Nicola di Bari (6 dicembre)
- Calvello: San Nicola di Bari (6 dicembre)
- Calvera: San Gaetano di Thiene (7 agosto)
- Campomaggiore: Madonna del Carmine (16 luglio)
- Cancellara: San Biagio (3 febbraio)
- Carbone: San Donato (12 agosto)
- Castelgrande: San Vito (15 giugno)
- Castelluccio Inferiore: San Nicola di Bari (6 dicembre)
- Castelluccio Superiore: Santa Margherita di Antiochia (20 luglio)
- Castelmezzano: San Rocco (18 agosto)
- Castelsaraceno: Sant'Antonio di Padova (13 giugno)
- Castronuovo di Sant'Andrea: Sant'Andrea Avellino (terza domenica di maggio)
- Cersosimo: San Vincenzo Ferreri (11 agosto)
- Chiaromonte: San Giovanni Battista (24 giugno e 29 agosto)
- Corleto Perticara: Sant'Antonio di Padova (13 giugno)
- Episcopia: San Nicola di Bari (seconda domenica di maggio)
- Fardella: Sant'Antonio di Padova (13 giugno)
- Filiano: Maria Santissima del Rosario (seconda domenica di agosto)
- Forenza: San Carlo Borromeo (4 novembre)
- Francavilla in Sinni: San Felice e San Policarpo (10 agosto)
- Gallicchio: Madonna del Carmine (seconda domenica di agosto)
- Genzano di Lucania: Madonna delle Grazie (prima decade di agosto)
- Ginestra: Nostra Signora di Costantinopoli (martedì dopo Pentecoste)
- Grumento Nova: Madonna del Monserrato (ultima domenica di agosto)
- Guardia Perticara: San Niccolò Magno (9 maggio)
- Lagonegro: San Nicola di Bari (ultima domenica di maggio)
- Latronico: Sant'Egidio (1º settembre)
- Laurenzana: Madonna del Carmine (16 luglio)
- Lauria: Beato Domenico Lentini (25 febbraio) e San Nicola di Bari (9 maggio)
- Lavello: San Mauro martire (2 maggio)
- Maratea: San Biagio di Sebaste (seconda domenica di maggio)
- Marsico Nuovo: San Gianuario (26 agosto)
- Marsicovetere: San Bernardino da Siena (20 maggio)
- Maschito: Sant'Elia Profeta (20 luglio)
- Melfi: Sant'Alessandro (9 febbraio)
- Missanello: San Laverio (17 novembre)
- Moliterno: San Domenico (4 agosto)
- Montemilone: Santo Stefano (26 dicembre), Maria Gloriosa del Bosco (13 agosto)

- Montemurro: San Giorgio (23 aprile), San Maurizio e San Rocco (16 agosto)
- Muro Lucano: San Gerardo Majella (2 settembre)
- Nemoli: Madonna delle Grazie (2 luglio)
- Noepoli: Nostra Signora di Costantinopoli (6 agosto)
- Oppido Lucano: Sant'Antonio di Padova (13 giugno)
- Palazzo San Gervasio: Sant'Antonio di Padova (13 giugno)
- Paterno: San Giovanni Evangelista (6 maggio)
- Pescopagano: San Francesco di Paola (30 giugno)
- Picerno: San Nicola (9 maggio)
- Pietragalla: San Teodosio (10 maggio)
- Pietrapertosa: San Giacomo (25 luglio)
- Pignola: Santa Maria degli Angeli (terza domenica di maggio)
- Potenza: San Gerardo di Potenza (30 maggio)
- Rapolla: San Biagio (3 febbraio)
- Rapone: San Vito (15 giugno)
- Rionero in Vulture: San Marco (25 aprile) e Madonna del Carmelo (seconda domenica di agosto)
- Ripacandida: San Donato d'Arezzo (7 agosto)
- Rivello: San Nicola di Bari (6 dicembre)
- Roccanova: San Rocco (16 agosto)
- Rotonda: Sant'Antonio di Padova (dall'8 al 13 giugno)
- Ruoti: San Rocco (16 agosto)
- Ruvo del Monte: San Rocco (16 agosto) e San Donato (18 agosto)
- San Chirico Nuovo: San Rocco (22 agosto)
- San Chirico Raparo: San Chirico (15 luglio) e Santa Sinforosa (18 luglio)
- San Costantino Albanese: San Costantino (21 maggio)
- San Fele: San Giustino de Jacobis (30 luglio) e San Sebastiano (20 gennaio)
- San Martino d'Agri: Santa Maria delle Rupe (20 agosto)
- San Paolo Albanese: San Rocco (16 agosto)
- San Severino Lucano: San Vincenzo (seconda domenica di luglio)
- Sant'Angelo Le Fratte: San Michele Arcangelo (29 settembre)
- Sant'Arcangelo: San Michele Arcangelo (8 maggio)
- Sarconi: Sant'Antonio di Padova (13 giugno)
- Sasso di Castalda: San Rocco (16 agosto)
- Satriano di Lucania: San Rocco (16 agosto)
- Savoia di Lucania: San Rocco (16 agosto)
- Senise: San Rocco (16 agosto)
- Spinoso: Santa Maria Maddalena (22 luglio)
- Teana: San Biagio (8 e 9 agosto)
- Terranova di Pollino: Sant'Antonio di Padova (13 giugno)
- Tito: San Laverio (17 novembre)
- Tolve: San Rocco (16 agosto)
- Tramutola: Madonna dei Miracoli (17 maggio)
- Trecchina: San Michele Arcangelo (29 settembre)
- Trivigno: San Pietro (29 giugno)
- Vaglio Basilicata: San Faustino (terza domenica di maggio)
- Venosa: San Rocco (16 agosto) e San Felice di Thibiuca
- Vietri di Potenza: Sant'Anselmo (prima domenica di maggio)
- Viggianello: San Francesco di Paola (ultima domenica di agosto) e Santa Caterina d'Alessandria (25 novembre)
- Viggiano: Madonna Nera del Sacro Monte di Viggiano (prima domenica di maggio e prima domenica di settembre)

## Provincia di Matera
- Accettura: San Giuliano (27 gennaio)
- Aliano: San Luigi Gonzaga (21 giugno)
- Bernalda: San Bernardino da Siena (20 maggio e 23 agosto)
- Calciano: Maria Santissima della Serra (8 settembre)
- Cirigliano: San Giacomo (25 luglio)
- Colobraro: San Nicola di Bari (7 aprile)
- Craco: San Nicola di Bari (secondo sabato di ottobre)
- Ferrandina: San Rocco (16 agosto)
- Garaguso: San Gaudenzio (24 settembre), Maria Santissima di Puglia
- Gorgoglione: Sant'Antonio di Padova (13 giugno)
- Grassano: Sant'Innocenzo (22 settembre)
- Grottole: San Rocco (16 agosto)
- Irsina: Sant'Eufemia di Calcedonia (16 settembre)
- Matera: Madonna della Bruna (2 luglio) e Sant'Eustachio (20 settembre)
- Miglionico: San Pietro apostolo (29 giugno)
- Montalbano Jonico: San Maurizio (22 settembre)

- Montescaglioso: San Rocco (20 agosto)
- Nova Siri: San Giuseppe (19 marzo) a Nova Siri paese, Sant'Antonio di Padova (13 giugno) a Nova Siri marina
- Oliveto Lucano: San Cipriano (12 agosto)
- Pisticci: San Rocco (16 agosto)
- Policoro: Madonna del Ponte (terza domenica di maggio)
- Pomarico: San Michele Arcangelo (8 maggio)
- Rotondella: Sant'Antonio di Padova (13 giugno)
- Salandra: San Rocco (16 agosto)
- San Giorgio Lucano: San Rocco (16 agosto)
- San Mauro Forte: San Mauro abate (15 gennaio)
- Scanzano Jonico: Maria Santissima Annunziata (25 marzo)
- Stigliano: Sant'Antonio di Padova (13 giugno)
- Tricarico: San Potito (14 gennaio) e San Pancrazio (12 maggio)
- Tursi: San Filippo Neri (26 maggio) e Santa Maria Regina di Anglona (dal 2 all'8 settembre)
- Valsinni: San Fabiano (10 maggio) e Madonna del Carmine (21 luglio)